# Desaparició d'Evi Anna Rauter
Evi Anna Rauter (Tscherms, Itàlia, 2 de juny de 1971 - Portbou, Alt Empordà, 4 de setembre de 1990), també coneguda amb el nom de la noia de Portbou, va ser una estudiant italiana que el dia 4 de setembre de 1990 i només amb dinou anys va aparèixer penjada en un pi de Portbou. Vint-i-tres hores abans havia estat amb la seva germana a Florència (Itàlia) sense mostrar cap mena de comportament anormal. Encara que mai es pogués demostrar que si es tractava d'un suïcidi o d'un assassinat, el fet que la seva família constatés que no es trobava depressiva ni amb problemes greus i juntament amb les estranyes circumstàncies en què va ser trobada, no fan res més que engrandir la teoria que va ser un assassinat.
La difunta va ser enterrada en un nínxol NN ("sense nom") en el cementiri de Figueres, ja que no va ser possible identificar-la i va romandre en l'anonimat durant gairebé 32 anys. L'abril de 2022, gràcies a una inesperada col·laboració entre periodistes de diferents països, finalment va poder ser identificada, reobrint el cas policial i estenent-lo a més països.
Avui dia encara ningú sap on són les ulleres de sol que la noia portava penjades al tirant dret de la seva granota, unes ulleres que serien clau per saber si va ser un suïcidi o un assassinat.

## Desaparició
L'Evi residia a Lana, a Tirol del Sud; havia finalitzat els estudis i estava en els seus últims dies de vacances. Va decidir visitar a la seva germana Christine, 4 anys més gran que ella, que estudiava a Florència. Van estar quatre dies juntes, fins a les nou del matí del dilluns 3 de setembre de 1990. La Christine va marxar a la universitat, es va acomiadar de la seva germana i li va preguntar que faria mentre ella era fora. Va dir-li que potser visitaria Siena. A la una de la tarda, en arribar a casa, es va trobar un pòstit de l'Evi on deia que havia marxat a Siena, que es troba a una hora de Florència. L'Evi no es va emportar cap mena d'equipatge; només el document d'identitat, 60.000 lires (aproximadament 30 euros) i l'abonament d'estudiant del tren.
Des d'aquest moment, l'Evi va desaparèixer. Es va denunciar la seva desaparició el 6 de setembre de 1990 i des d'aleshores la seva família va iniciar-ne la cerca, enganxant cartells per tot Itàlia i publicant anuncis a la premsa escrita. Van fer una crida des del programa de televisió italià Chi l'ha visto?, però mai van obtenir cap resultat ni pista vàlida.
Aproximadament a les 7:30h del matí del 4 de setembre de 1990 (només 23 hores després d'estar amb la seva germana) i a 970 kilòmetres de distància, una veïna de Portbou, va descobrir el cos sense vida d'una jove penjada en un pi i va alertar a la Guàrdia Civil.
Una noia d'uns 20 anys estava penjada amb el nus del revés, amb el cap enrere i amb la soga que li pujava des de la barbeta fins a la primera branca del pi. Estava ubicada de cara a l'arbre. La corda era fina, nova i curta, es va suposar que segurament es va extreure d'alguna petita embarcació, que estaven lligades a menys de 100 metres. Els seus peus estaven a quaranta centímetres de distància amb el terra i no es va trobar cap objecte pròxim al cos que hagués pogut servir per apropar-se a la soga. Les seves sabates estaven ben col·locades a una certa distància d'ella i els seus peus estaven nets, sense aparença d'haver tocat el terra. Era un terreny replet de cactus (figueres de moro, per ser més exactes).

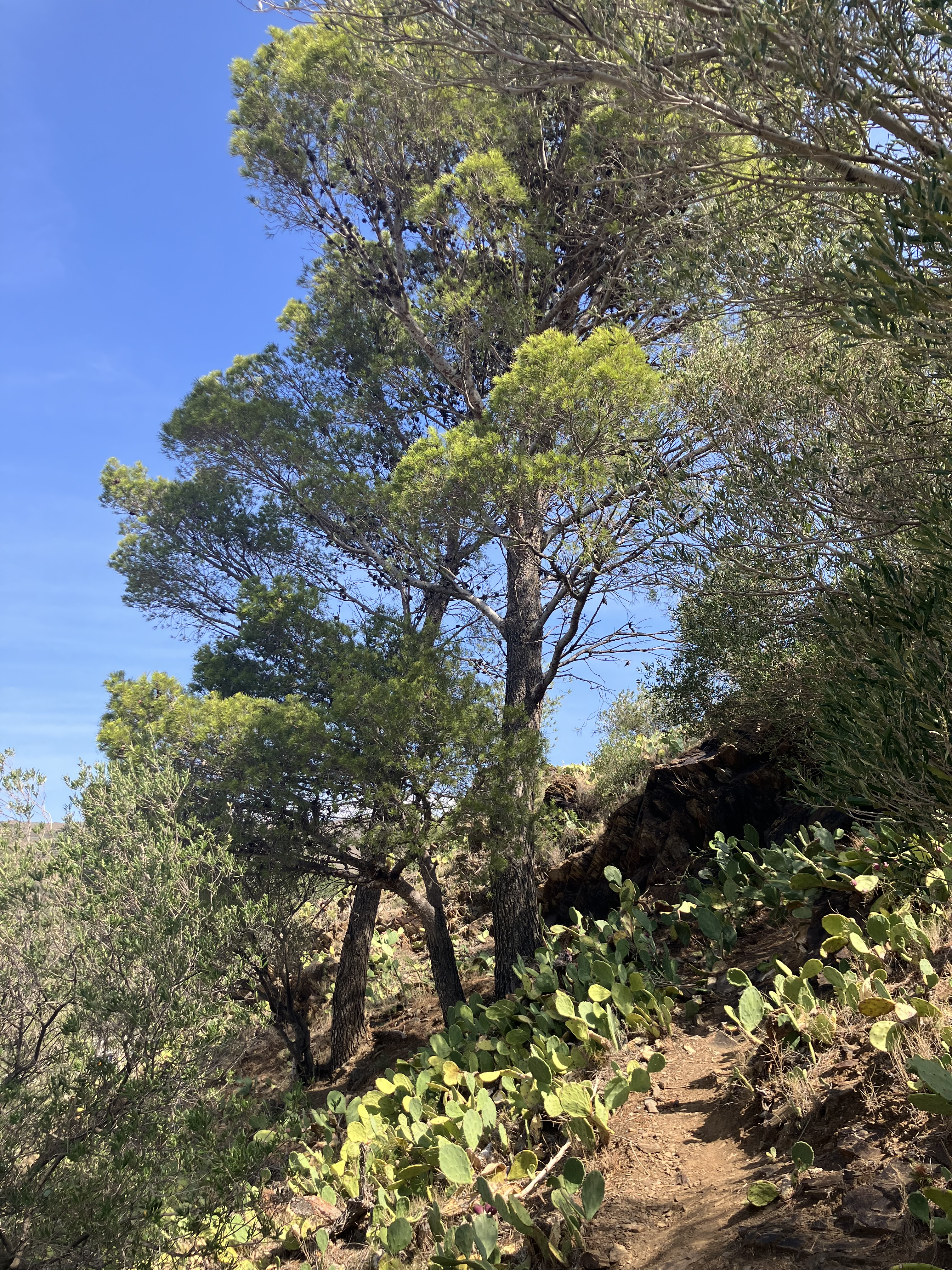
Pi on va ser trobada penjada Evi Rauter.

No es va trobar cap senyal de la seva roba, ni cap document d'identificació.
Malgrat que el cos no es va despenjar fins aproximadament tres hores després de ser trobat, després de les troballes de la policia algú va llençar-li una manta rosa per damunt que li cobria el rostre. Aquest detall i la seva expressió va donar-li el nom de "la núvia de Portbou", ja que la manta aparentava ser un vel que cobria a la núvia.
El periodista Ramón Iglesias, que va prendre les primeres fotografies, va constatar que: “va ser una cosa insòlita pel lloc on es va penjar, a la vista de tot el poble”.
Mirant l'horitzó, el pi triat destaca en un punt elevat de la muntanya dreta que s'endinsa en l'aigua, en un pujol de pins i a pocs metres del cementiri. Aquella escena, per tant, es podia veure des de tota la badia de Portbou, incloent-hi els qui passejaven pel passeig marítim, els banyistes, així com pels vilatans a primera línia de mar. Els residents del carrer Licitat del Mirador, la podien veure de més a prop, ja que el pi hi quedava al davant.
Aquella noia que penjava al pi era alta (1,70 m), de complexió robusta i el cabell crespat que li atorgava un gran volum a la seva mitja cabellera castanya. Vestia amb tons clars; un peto vaquer, una samarreta turquesa i un rellotge Casio, metal·litzat, exactament la roba amb què la seva germana la va identificar en l'informe de desaparició presentat a la policia de Florència el 6 de setembre de 1990.

## Investigació policíaca
El forense Rogelio Lacaci, qui va examinar el cos, va declarar que la noia no presentava cap marca d'haver-se subjectat amb els braços o les cames per pujar a l'arbre. Tampoc se li van trobar punxes clavades en els peus, encara que era un terreny de cactus. Per les seves característiques es va determinar que podia ser del nord d'Europa.
Com que no es va identificar el cadàver i es va considerar un suïcidi, no se li va practicar l'autòpsia ni li van fer una anàlisi toxicològica. Els dos forenses que la van examinar li van prendre les empremtes dactilars, van buscar possibles indicis d'abús sexual (violació), el qual va resultar negatiu. Li van fer la fitxa dental i van estudiar les seves mans.
Aquell esdeveniment va generar una àmplia documentació gràfica, ja que es van prendre diverses fotografies, tant de quan penjava de l'arbre fins quan estava a la taula del forense. Les fotografies i les empremtes que se li havien tret a la jove van ser enviades a la Interpol, per tal de creuar bases de dades amb la policia de tot Europa. En aquell moment Lacaci i la Guàrdia Civil van deixar constància de què es tractava d'un suïcidi.
Després de tenir-la durant cinc mesos en el dipòsit de cadàvers i que ningú la reclamés, la van enterrar en el nínxol 134 de la planta cinquena del primer departament del cementiri de Figueres. Van transcórrer quasi trenta-dos anys sense que fos possible identificar-la.

## Identificació
Tura Soler, periodista del diari El Punt Avui, va seguir el cas de la noia de Portbou d'ençà que va succeir. Regularment, recordava aquell misteriós esdeveniment de la noia sense nom en les seves publicacions, com ara en el 25è aniversari del descobriment de la noia de Portbou (NN).
En una entrevista a TV3, Tura Soler va afirmar que sempre havia estat obsessionada amb el cas. L'any 2020 es va posar en contacte amb el periodista Carles Porta, creador del programa de la televisió catalana Crims i va proposar-li tractar el cas de «la noia de Portbou» per tal de seguir amb la recerca de la seva identitat. Carles Porta va acceptar, van investigar sobre el cas durant 2 anys i van emetre el primer capítol de La noia de Portbou (part 1): No Name, a la televisió catalana, amb la participació de diversos testimonis relacionats amb els fets. Posteriorment, els guionistes del programa van contactar amb la cadena de televisió austríaca ATV per demanar-los que dediquessin un capítol del seu programa, Ungelöst ("No resolt") a la noia de Portbou, com que hi havia molts indicis que apuntaven al fet que la noia podria ser d'aquest país. La cadena austríaca va emetre el seu capítol Das erhängte Mädchen ("La noia penjada") el 23 d'abril de 2022.
L'endemà, Ben Morak, l'editor d'Ungelöst va rebre un correu electrònic d'una ciutadana de Bolzano (Itàlia) que havia vist el programa. La dona va comentar que la noia de Portbou podria tractar-se d'Evi Anna Rauter, ja que ella recordava que era una veïna de Lana (Tirol del Sud), a la qual la seva família duia molts anys buscant. Aleshores, Ben Morak va buscar imatges de la noia per Internet. No hi havia gaires esperances, ja que segons el mateix editor: "El 99% de correus d'aquest tipus que rebia el programa eren informacions falses", però quan va començar a veure fotografies de l'Evi Rauter i a comparar-les amb les imatges de la noia penjada va saber amb quasi total certesa que es tractava de la mateixa noia i que l'havien identificat. Va enviar el següent missatge al equip de Carles Porta: "La tenim. Quasi segur que és ella! ".
La guionista de Crims, Marta Freixanet, va descobrir que l'Evi Rauter tenia una germana anomenada Christine. Va buscar el seu telèfon i li va trucar. La Christine es trobava fent un treball en alta muntanya en el moment de la trucada. Posteriorment, Christine Rauter va manifestar que tenia poca cobertura i això la va mantenir molt intranquil·la i nerviosa. Freixanet li va demanar permís per enviar-li algunes fotografies de la que sospitaven que podia ser la seva germana desapareguda trenta-dos anys enrere. Ella va accedir.
Després d'examinar a fons les fotografies no va tenir cap dubte que es tractava de l'Evi. La Christine va manifestar que es va quedar en shock. Va afirmar: "no hi ha cap dubte que és ella, hi ha fotos que es van prendre de molt a prop" i "en alguna fotografia em va semblar veure'm a mi mateixa". Més tard va declarar: "vaig necessitar diversos dies per entendre el que estava succeint".
La Christine va comunicar al programa Crims que volia visitar el lloc de la mort. L'equip la va recollir a l'Aeroport del Prat (Barcelona) el dia 11 de maig de 2022. Van anar fins a la província de Girona, on ella va presentar declaració davant de la Guàrdia Civil i on hi havia els testimonis, com per exemple el forense Rogelio Lacaci o Enrique Gómez Varela. Van estar en el cementiri de Figueres on es troben les restes de l'Evi, i posteriorment van anar fins a Portbou. Van estar per la badia i van visitar l'estació de ferrocarrils. També van visitar el cim on es va trobar el cos. En el programa de TV3 es va poder veure com la seva germana va anomenar a la branca on penjava el cos: "la branca odiosa". Els pares de l'Evi no van voler mai viatjar a Portbou.
Malgrat que el 6 de setembre de 1990 els familiars de l'Evi denunciessin que la seva filla havia desaparegut a Itàlia amb la descripció que portava posat una granota texana, una camiseta blau turquesa, unes sabates negres i un rellotge, marca Casio, mateixes característiques que la noia de Portbou, mai es va relacionar els casos. Els mecanismes de coordinació policial internacional no van funcionar. Una vegada destapada la seva identitat, l'any 2022, la policia espanyola va aportar documents d'aquella època i es va mostrar molt col·laboradora amb el programa Crims i amb la família Rauter.

## Teories
El forense Lacaci, qui en aquell moment va sostenir la versió del suïcidi que la Guàrdia Civil havia confirmat, va declarar que mai havia vist les fotografies de la noia penjada. Va protestar que les fotografies instantànies que l'equip del programa estava mostrant, mai havien arribat a les seves mans, argumentant que aquelles fotografies li haguessin servit per fer un examen forense més profund, tenint en compte l'entorn on es va trobar el cos. Va assenyalar que les fotografies van ser enviades al jutge directament i que ell mai les va veure. Després de veure-les ell sosté la teoria de què va ser un assassinat.
"No se li va fer l'autòpsia, perquè se la va considerar una penjada més i sobretot perquè no se la va poder identificar. Per això no se li va realitzar". Va afirmar Lacaci. "Però si hagués vist aquelles fotografies abans, i si hagués sabut la repercussió que tindria el cas, ara sí que li hagués fet".

### Teoria del suïcidi
Amb la intenció de suïcidar-se, Evi va recórrer quasi 1.000 kilòmetres per anar a un lloc on mai havia anat. No hi ha cap informació sobre el motiu pel qual es va dirigir cap a la platja per penjar-se en comptes d'anar en direcció a la muntanya. Tenint en compte que el tren arribava a Portbou a les 5:45 a.m, que el cos va ser descobert a les 7:30 a.m., i assumint que ella mai havia estat a Espanya, es desconeix com va poder tenir temps de travessar el poble per arribar fins a la platja, aconseguir una corda de l'embarcació en la foscor, albirar el monticle de pins de lluny, arribar fins a ell, trobar-ne un d'adient i lligar la soga per penjar-se. Totes les hipòtesis sobre com va poder escalar el pi i no tenir cap rascada ni punxada pels cactus, malgrat que les sabates estaven col·locades a certa distància d'ella, encara són incògnites. Tampoc es coneix on es troba el seu document d'identitat, les 60.000 lires i l'abonament d'estudiant que portava amb ella.
En una conversa entre Lacaci i Christine Rauter, donat que l'Evi presentava absència de marques o esgarrapades, Lacaci va expressar que: "per penjar-se ella sola a aquella altura hauria hagut de levitar".
En el seu dia la Guàrdia Civil va arxivar la causa com un suïcidi, teoria que mantenen en l'actualitat. Es van basar en el fet que el cos no presentava cap mena d'indici d'agressió externa ni d'autodefensa i tenia la roba ben cordada. "Quan algú vol fer alguna cosa, simplement troba la manera de fer-ho", va afirmar Enrique Gómez Varela, l'expolicia que va estar present en aquella escena l'any 1990.
Quan se li va preguntar a Christine Rauter sobre la possibilitat que la seva germana s'hagués pres la vida, ella va declarar: "per descomptat, en la llista que vam fer també figurava el suïcidi com a possible causa. Però en un percentatge molt mínim. Ella estava tranquil·la. L'Evi era molt bona persona, li agradava ajudar als altres. Ella no estava depressiva, no tenia parella ni tampoc estava passant per cap desengany amorós". Se li va fer la mateixa pregunta al pare de l'Evi i va argumentar: "No, és impossible. No li passava res. Parlàvem sovint, i si li hagués passat alguna cosa li hauria notat. Quan havia de dir-me alguna cosa ella sempre ho feia", i va concloure dient: "ella mai va parlar d'anar a Espanya".

### Teoria de l'assassinat
Diversos elements apunten a un assassinat encobert caracteritzat com un suïcidi. No es descarta la possibilitat que l'Evi fos víctima a l'atzar de què es coneix com a crim perfecte. Existeix la possibilitat que topés amb les persones equivocades en el moment equivocat i en el lloc equivocat. Hi ha total desconeixença sobre que va passar-li a l'Evi, sobretot perquè tot succeís amb tanta rapidesa (en menys de 23 hores) i a tanta gran distància (970 kilòmetres).
Existeix la possibilitat que conegués a algú que la seduís per fer un viatge ràpid a Espanya, argumentant que li sobrava un bitllet de tren per tal d'incitar-la amb major facilitat. Això al·ludiria a una acció planificada. Hi ha versemblança en què l'Evi viatgés voluntàriament però enganyada. El forense Lacaci va confirmar que la mort va produir-se per secció medul·lar causada per un trencament vertebral a conseqüència del penjament. Aleshores, amb força probabilitat l'Evi va arribar fins al pi amb vida. La víctima va poder ser sotmesa a algun joc, va poder ser drogada o un cop allà, van poder obstruir-li nas i boca amb cloroform i deixar-la inconscient o semiinconscient per perpetrar el crim a continuació.
El forense Lacaci va declarar: "Crec que la van penjar privada de raó i de sentit. I un mínim de dues persones". Per aquesta teoria o qualsevol similar i per la rapidesa en què es va executar tot, s'analitza la teoria que els possibles executors coneguessin molt bé la zona. Si bé el penjament es va produir de nit, l'accés a la zona sense conèixer el camí és confús. A més a més, un cop localitzat el pinar, arribar fins al pi en qüestió té certa dificultat fins i tot a la llum del dia.
Els experts van concloure que el nus de la soga estava fet de manera professional.